# Gestion de la Relation Patient
Pour les articles homonymes, voir PRM.
 (janvier 2009).
Améliorez-le ou discutez des points à vérifier. 
Le Patient RM, pour Patient Relationship Management (ou Gestion de la Relation Patient en français), est une approche de Disease Management menée par les industriels du secteur de la santé et les assureurs publics ou privés du système de santé.
Elle consiste à promouvoir le développement de programmes ayant pour objectif l'amélioration du bon usage et de l'observation des traitements. Ces programmes peuvent s'adresser à la fois aux patients et aux professionnels de santé.
Cette approche vient compléter la démarche de gestion de la relation client (GRC, ou CRM, Customer Relationship Management) entreprise ces dernières années par les industriels pour fournir des services personnalisés aux médecins.